# Inferentiemachine
Een inferentiemachine of gevolgtrekkingmachine (Engels: inference engine) is een softwareonderdeel die voor kunstmatige intelligentie wordt gebruikt om met een kennisbank logische uitspraken te doen. De inferentiemachine past regels toe op de kennis in de kennisbank om logische gevolgtrekkingen te maken. Deze inferentie kan op verschillende manieren, die zullen hieronder worden toegelicht.

## Methoden van Inferentie
Men spreekt van "voorwaarts" (forward chaining) wanneer er wordt gestart met de kennis, en elke regel met geldende premissen wordt "afgevuurd". De bijbehorende conclusies worden daarna toegevoegd aan de kennisbank, totdat er een vast punt bereikt is. De vraagstelling is waar als deze voorkomt in de kennisbank na deze vorm van inferentie.
Men spreekt van "achterwaarts" (backward chaining) wanneer er vanuit de conclusies in de regels wordt gewerkt. Deze tegenhanger werkt andersom, en redeneert juist vanuit de vraagstelling. Hierdoor wordt het probleem opgebroken tot het bewijzen dat de premissen van die specifieke regels waar zijn. Werk dat niet relevant is voor het doel wordt hiermee dus vermeden. Zodra de vraagstelling als feit bekend is stopt deze methode, of als er niet aan de premissen kan worden voldaan. 